# دزیدریو یاکوبی
دزیدریو یاکوبی (رومانیایی: Dezideriu Jacobi; ۲۳ مارس ۱۹۰۰ – ۵ اکتبر ۱۹۲۴) بازیکن فوتبال اهل رومانی بود.
وی همچنین در تیم ملی فوتبال رومانی بازی کرده‌است.